# Số ngày tồn kho
Số ngày tồn kho là một trong những tỷ số tài chính để đánh giá hiệu quả hoạt động của doanh nghiệp.
Số ngày tồn kho chính là số ngày của một vòng quay hàng tồn kho của một doanh nghiệp. Nó được xác định bằng cách lấy số ngày trong năm chia cho số vòng quay hàng tồn kho.
công thức IP = 365/ VÒNG QUAY- HÀNG TỒN KHO (VQ- HÀNG TỒN KHO = GIÁ VỐN/ BÌNH QUÂN- HÀNG TỒN KHO.)
Số ngày tồn kho lớn là một dấu hiệu của việc doanh nghiệp đầu tư quá nhiều cho hàng tồn kho